# Anna Neda
Anna Neda (serb.: Ана Неда, Ana Neda) – córka króla serbskiego Stefana Milutina, żona cara bułgarskiego Michała III Szyszmana w latach 1323–1324. Współwładczyni wraz z synem Iwanem Stefanem w latach 1330–1331.

## Okoliczności urodzin i małżeństwa
Anna Neda była córką króla serbskiego Stefana Milutina. Data jej urodzenia i osoba matki jest sporna. Wedle jednej koncepcji była córką pierwszej żony Milutina, Heleny, córki władcy Tesalii Jana Angelosa. W 1292 roku po ucieczce cara bułgarskiego Jerzego I Tertera i objęciu władzy przez Smilca, ojciec Anny, Stefan Milutin wraz z bratem Stefanem Dragutinem, wykorzystując osłabienie Bułgarii najechali i podbili obejmujące ziemię widyńską państwo księcia Szyszmana. Ostatecznie przy pomocy Nogaja Szyszman odzyskał swoje księstwo. W wyniku rokowań jego syn Michał Szyszman był jednak zmuszony poślubić Annę Nedę. Aby poślubić Michała Szyszmana w 1292 roku, Anna musiała przyjść na świat przed 1280 rokiem.
Zdaniem J. Fine’a rezultatem rokowań w 1292 roku był ślub Szyszmana z córką żupana serbskiego Dragasza, natomiast ślub Michała i Anny nastąpił dopiero po 1308 roku, ponieważ 15 czerwca 1308 roku Anna Neda została zaręczona z Karolem de Valois, synem Karola de France Comte de Valois. Jej zaręczyny stanowiły część przymierza zawartego przez jej ojca z Walezjuszem, mającego na celu wspólną wojnę z bratem Dragutinem. Małżeństwo z francuskim księciem ostatecznie nie doszło do skutku i jakiś czas później Anna została wydana za księcia widyńskiego Michała Szyszmana. J. Fine uznaje Annę Nedę za córkę trzeciej żony Milutina Elżbiety (Erzsebet) węgierskiej. Ponieważ małżeństwo to datuje na okres od 1295 do 1298 roku w tym czasie umieszcza narodziny Anny Nedy.

## Caryca i regentka
W 1313 roku po śmierci ojca Michał Szyszman objął władzę w księstwie widyńskim stając się władcą samodzielnego państwa położonego pomiędzy Bułgarią a Serbią. W 1323 roku po śmierci cara Jerzego II Tertera, narastający chaos w państwie i postępy Bizantyńczyków skłoniły bojarów tyrnowskich do obrania Michała Szyszmana carem. Obejmując władzę w Bułgarii Michał III Szyszman ogłosił współwładcą syna urodzonego mu przez Annę Nedę Iwana Stefana. W 1324 roku po rocznych walkach z Bizancjum i jego stronnikami i wyparciu ich z granic Bułgarii, Michał zawarł pokój z cesarzem Andronikiem II Paleologiem. W wyniku pertraktacji pokojowych oddalił Annę Nedę i uwięził ją wraz z synem, a pojął za żonę wnuczkę cesarza, wdowę po carze Teodorze Swetosławie, Teodorę Paleologinę.
W 1330 roku próbując przeciwstawić się dalszej ekspansji serbskiej w Macedonii Michał III Szyszman, w przymierzu z cesarzem bizantyńskim Andronikiem III Paleologiem najechał Serbię. Wkrótce po rozpoczęciu działań wojennych zginął 28 lipca w bitwie pod Welbużdem. Zwycięski król serbski, brat Anny Nedy Stefan Deczański zawarł po bitwie pokój z Bułgarami. Do Serbii przyłączono Nisz, a Bułgarzy na mocy układu oddali tron carski siostrze króla serbskiego, Annie Nedzie i jej starszemu synowi Iwanowi Stefanowi. Jeszcze tego samego roku na osłabioną Bułgarię najechał jej dotychczasowy sojusznik Andronik III Paleolog, ujmując się za wygnaną siostrą, wdową po Michale III Szyszmanie, Teodorą. Grecy zdobyli północno-wschodnią Trację z Anchialos, Messembrią, Ajtos, Ktenią, Rosokastro i Diampolem. Regentka Anna i jej syn byli bezsilni. Tymczasem w Serbii niezadowoleni z zawarcia pokoju możnowładcy serbscy poparli przeciw królowi jego syna Stefana Duszana. Korzystając z wojny domowej w Serbii wiosną 1331 roku dwaj bojarzy bułgarscy: protowestiarit Raskin i logoteta Filip, wzniecili bunt i strącili z tronu carową Annę i jej syna Iwana Stefana, nowym carem obierając siostrzeńca Michała III Szyszmana, Iwana Aleksandra. Anna Neda zbiegła wraz z synem do Serbii.

## Rodzina
Anna Neda urodziła Michałowi Szyszmanowi trzech synów:
- Iwana Stefana – cara w latach 1330–1331
- Szyszmana – zmarłego w Dubrowniku
- Michała – kniazia widyńskiego i despotę[5].

|                                 |                                 |                                         |                                         |                                |                                |   |  |  |  |  |  |
| 1 Anna Neda                     | 1 Anna Neda                     | Michał III Szyszman (panował 1323–1330) | Michał III Szyszman (panował 1323–1330) | 2 Teodora Paleologina          | 2 Teodora Paleologina          |   |  |  |  |  |  |
|                                 |                                 |                                         |                                         |                                |                                |   |  |  |  |  |  |
|                                 |                                 |                                         |                                         |                                |                                |   |  |  |  |  |  |
|                                 | 1                               | 1                                       | 1                                       | 1                              | 1                              | 1 |  |  |  |  |  |
| Iwan Stefan (panował 1330–1331) | Iwan Stefan (panował 1330–1331) | Szyszman                                | Szyszman                                | Michał kniaź Widynia i despota | Michał kniaź Widynia i despota |   |  |  |  |  |  |